# 超短パルス
超短パルス（ちょうたんパルス、英: Ultrashort pulse）は、数ピコ秒以下の時間的オーダーの電磁パルス。2014年現在はフェムト秒({\displaystyle 10^{-15}} 秒)からアト秒({\displaystyle 10^{-18}} 秒)の時間的オーダーのものを言うことが多い（光学機器の発達に伴い年々パルス幅は短くなっている）。
超短パルスは光学スペクトルが広がっており、モード同期したレーザー発振器で発生する。
空気を含めた様々な物質で非線形な相互作用を引き起こす強度がある事がある。この過程は非線形光学の分野で研究されている。

## 定義

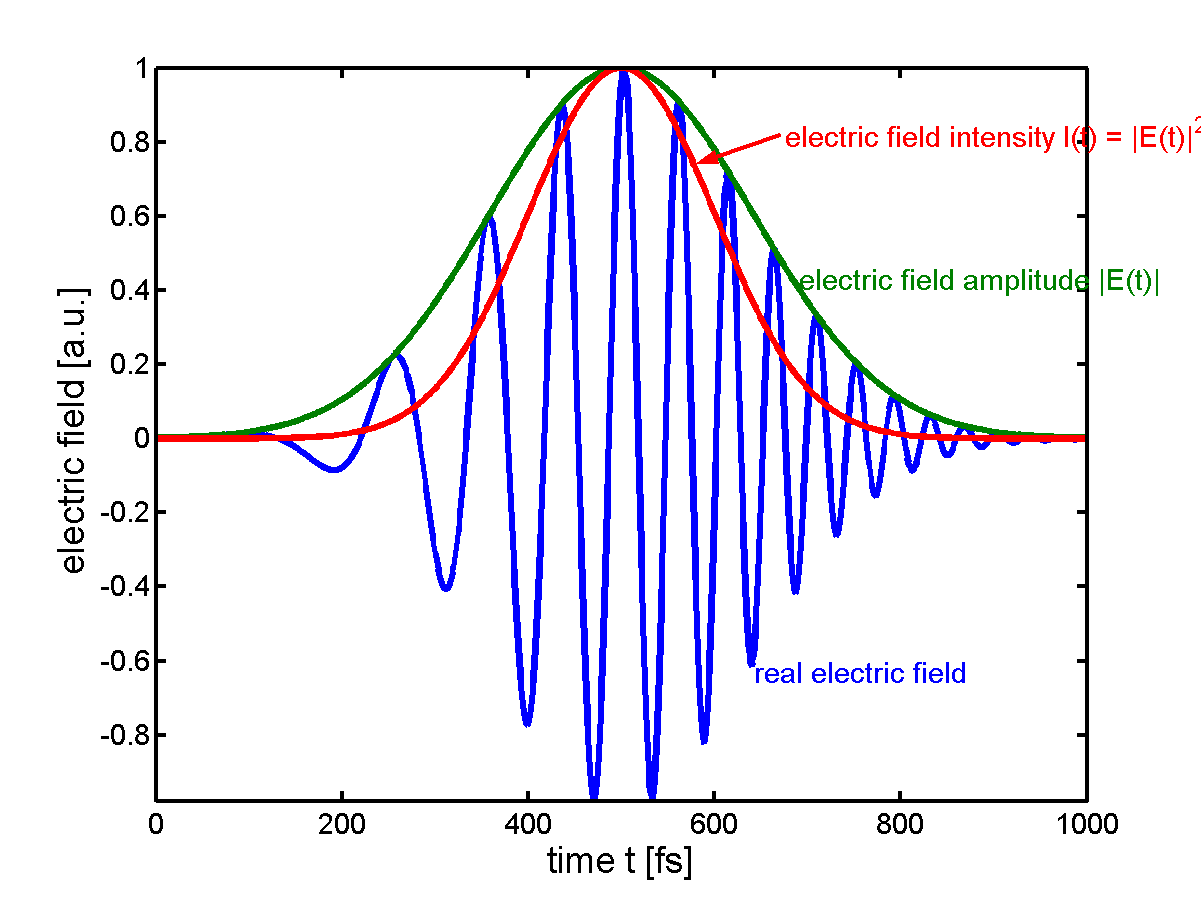
横軸に時間をとった超短パルスの例。振幅と強度はガウス関数で記述されている。位相の関数は二次方程式で記述されているが、その結果、周波数は時間とともに線形に増加している。
これを、鳥の鳴き声に似ていることから、チャープ（chirp）という。

超短パルスに対応する電場はパルスの中心波長に対応した角振動数{\displaystyle \omega _{0}}で振動している。電場E(t)は複素数を含んだ式で表せる。形式的には、実関数に対応した複素表現で記述される。
このとき角周波数{\displaystyle \omega _{0}}は通常、複素数を含んだ式で表し、強度の関数I(t)と位相の関数ψ(t)は分けて記述できる：
{\displaystyle E(t)={\sqrt {I(t)}}e^{i\omega _{0}t}e^{i\psi (t)}}
周波数領域での複素数を含んだ電磁場の記述はE(t)のフーリエ変換で記述できる:
{\displaystyle E(\omega )={\mathcal {F}}(E(t))}
{\displaystyle e^{i\omega _{0}t}}の項があるので、{\displaystyle E(\omega )}は{\displaystyle \omega }を中心とし、ただ単に{\displaystyle E(\omega )}と書くだけで{\displaystyle E(\omega -\omega _{0})}のこと指し示す事が一般的である。
時間領域で表されるだけでなく、強度と位相の関数は周波数領域でも定義できる:
{\displaystyle E(\omega )={\sqrt {S(\omega )}}e^{i\phi (\omega )}}
S(ω)はパルスのスペクトル密度（またはただ単にスペクトル）を表す量で、φ(ω)はスペクトル位相を表す。φ(ω) が定数の時、パルス幅は、そのスペクトルにおいて許される最短の幅になり、これをフーリエ限界という。また、φ(ω)が二次関数の時、時間が経つにつれて周波数が増加または減少する。これをチャープするという。そのようなチャープは例えばガラスのような物質を、パルスが伝播するときに起こる事がある。チャープが起こる要因は、物質の分散による。
電磁波の強度を表す関数{\displaystyle I(t)}と{\displaystyle S(\omega )}は、パルスの時間幅とスペクトルの幅を決定する。不確定性原理からパルス幅とスペクトル幅の積（時間帯域幅積と呼ばれる）は一定値以上の値をとる。その最小値はパルス幅とパルスの形状によって決まる。最小の時間帯域幅積、つまり最も短いパルスはフーリエ限界のパルスである。一方時間帯域幅積の値が高いパルスは、より複雑なパルスである。

## パルスの形状制御
光学機器（例えばビーム拡大器や空間フィルター等）は連続的なビームにも使われるが、超短パルスにも使われる。超短パルスの為に作られた光学機器もいくつかある。パルス圧縮器やスペクトル位相制御装置などがある。それらはプリズム（プリズムコンプレッサー）や回折格子で作られる。それらの光学機器をきちんと配置することで、入射光のスペクトル位相が変わり、最短の時間幅の、すなわち周波数帯域限界のパルスが出力される。パルス整形器は超短パルスの位相と振幅の両方の調整に使われる。
パルスのスペクトルの位相の十分な解析は特定のパルスのスペクトル位相を知るためには必須である。空間光変調器は4フェムト秒程度のパルスを調整するために使われる。Multiphoton Intrapulse Interference Phase Scan (MIIPS) はパルスの特性を調べられるだけでなく特定の点で、希望のパルス形状を形成することが出来る。この技術は、機器を動かさず、簡素な機器を用い、超短パルスの十分な較正と調整が出来る事を特徴とする。

## 測定技術
いくつかの機器は超短パルスを測定出来る：
- 強度自己相関:パルスの形状が特定されている時にパルス幅を測定できる
- スペクトル干渉法:

## 応用
- マイクロマシニング
- フェムト秒化学
- 医学画像
- テラヘルツ検出器
- テラヘルツ発生器
- 光周波数コム

## 架空作品において
「パルスレーザー」という名前は架空の兵器名として多数のSF、SFアニメなどで用いられている。作品によって原理などは異なる。
- 宇宙戦艦ヤマトでは艦載対空機銃、戦闘機搭載機関銃として広く用いられる。原理不明。曳航弾の機関銃に似た、周期的な光線砲で戦闘機のそれは戦艦を撃破する威力を誇る。
- クラッシャージョウでは対人手持ち兵器として用いられ、内部に衝撃を与えて粉砕する光線銃とされる。